# 広瀬忠夫
広瀬 忠夫（ひろせ ただお、1931年10月2日 - ）は、日本の経営者。東京都出身。

## 経歴
1955年に東京大学法学部を卒業し、同年に住友銀行に入行。1979年12月に取締役に就任し、1982年9月に常務を経て、1983年3月にニッカウヰスキー副社長に就任し、1988年3月には社長に昇格した。1992年3月には副会長に就任し、1994年3月からは相談役を務めた。